# Методије Андонов Ченто
Методије Андонов Ченто (Прилеп, 17. август 1902 — Прилеп, 24. јул 1957) био је политичар и учесник Народноослободилачке борбе. Функцију председника АСНОМ-а, односно Президијума Народне скупштине Македоније, обављао је од 2. августа 1944. до 15. марта 1946. године.

## Биографија
Методије Андонов рођен је 17. августа 1902. године у Прилепу. До рата је био политичар у опозицији. На петомајским изборима 1935. године учествовао је као заменски кандидат, а 1938. године као кандидат на листи Удружене опозиције.
Више је пута затваран од стране југословенске полиције. Године 1939. интерниран је у Кикинду, због учествовања у организовању Илинданских демонстрација у Прилепу. Идуће је године притворен у Бајиној Башти, јер се залагао за употребу македонског језика у школама и од стране суда осуђен је на смрт.
Дана 15. априла 1941. године изведен је пред стрељачки вод, али је на крају ослобођен. Бугарске окупационе власти су му понудиле да сарађује с њима, али је Ченто одбио улогу колаборационисте. Због тога се од јула 1941. до лета 1943. године налазио у затвору и бугарској интернацији.
Након изласка из интернације, Главни штаб НОВ и ПО Македоније позвао га је да се прикључи Народноослободилачком покрету. Ченто је прешао на слободну територију на Дебарци 1. октобра 1943. године. Тада је постао члан КПЈ, члан Главног штаба Македоније и председник Иницијативног одбора за сазивање АСНОМ-а. Дана 2. августа 1944. године, на Првом заседању АСНОМ-а изабран је за председника АСНОМ-а.
Дана 1. јануара 1945. године, на Трећем заседању АСНОМ-а изабран је за председника Президијума Народне скупштине Македоније. Ову је функцију обављао до 15. марта 1946. године. Био је и члан Президијума АВНОЈ-а и Савезне скупштине. Пошто је Ченто желио већу аутономију Македоније унутар ФНРЈ, дошао је у сукоб са Светозаром Вукмановићем Темпом, Титовим послаником за Македонију и Лазаром Колишевским, главним секретаром Комунистичке партије Македоније.
Убрзо је дао оставку на свим позицијама и искључен из КПЈ, због неслагања са југословенским политичким врхом и притиска да сиђе с власти. Вратио се у родни Прилеп, али је 14. јула ухваћен под оптужбом да је ширио националистичке идеје. Дана 12. новембра осуђен је на дванаест година затвора. Дана 4. септембра 1955. године је пуштен условно, након девет година и четири месеца проведених у затвору.
Умро је 24. јула 1957. године од рака желуца у свом дому у Прилепу.
Врховни суд Северне Македоније га је 1991. године рехабилитовао, повукавши све оптужбе из 1946. године.